# Xystrota cazeca
Xystrota cazeca là một loài bướm đêm trong họ Geometridae.